# Un sacchetto di biglie
Un sacchetto di biglie (Un sac de billes) è un romanzo autobiografico di Joseph Joffo pubblicato nel 1973.
Dal romanzo sono stati realizzati due adattamenti cinematografici.

## Trama
Nel 1941, due giovani fratelli ebrei, Joseph e Maurice Joffo, vivono nella Parigi occupata dai tedeschi durante la seconda guerra mondiale.
Una sera sono chiamati dal loro padre che racconta loro la storia di come lui era fuggito dalla Russia zarista, e quindi annuncia ai suoi due figli che devono iniziare un lungo viaggio attraverso tutta la Francia, per scappare dai nazisti raggiungendo la terra "libera" ovvero non occupata dai tedeschi. Dopo aver raggiunto la stazione d'Austerlitz, salgono su un treno. Nel treno vengono controllati dalla Feldgendarmerie la polizia della Wehrmacht, che chiede i documenti per verificare che i passeggeri non siano ebrei. Fortunatamente un prete, che ha i documenti legali, prende sotto custodia i due ragazzi che riescono così a superare i controlli. I due fratelli, dopo una rocambolesca traversata accompagnati da una guida di nome Raymond, riescono ad entrare in zona libera e a raggiungere Mentone dove hanno trovato rifugio i loro fratelli maggiori Henri e Albert, che hanno trovato lavoro come parrucchieri. La vita sembra tornare tranquilla e Joseph e Maurice trovano un lavoro, il primo come aiuto di un contadino della zona e l'altro come panettiere. Quando vengono a sapere che i loro genitori, mentre cercavano di passare nella zona libera, sono stati arrestati e condotti in un campo in attesa della deportazione, Henri decide di partire per cercare di liberarli. Durante l'assenza di Henri, Albert iscrive alla scuola del paese i due ragazzi: Joseph ha una maestra giovane che riesce ad insegnare bene, mentre Maurice ha un insegnante molto anziano richiamato dalla pensione che non riesce a far mantenere l'ordine, perciò in classe tutti giocano  lanciandosi palline di carta e aeroplanini.
Henri arriva al campo di transito dove venivano messe le persone sospettate di essere ebrei; qui un poliziotto a cui taglia i capelli intercede per lui facendogli ottenere un appuntamento con il colonnello; il colonnello dice esplicitamente che se vuole salvare i genitori mette a rischio la sua libertà. Henry afferma che sua madre è russa ed imparentata con la famiglia imperiale dei Romanov, mentre suo padre è francese. Ma il colonnello, non troppo convinto, dice di chiamare la prefettura di Parigi per verificare. Dopo lunghi periodi di attesa il colonnello decide di liberarli. I genitori intanto si trasferiscono in un appartamento a Nizza.
I due protagonisti devono partire per Nizza perché i loro fratelli sono stati chiamati come barbieri per i tedeschi ma, siccome non hanno nessuna intenzione di buttarsi nelle fauci del lupo, i quattro fratelli decidono nuovamente di scappare e raggiungere insieme i genitori.
In Italia cade il governo e Mussolini viene arrestato; i soldati italiani, che stazionavano a Nizza, devono ritirarsi: al loro posto arrivano i tedeschi.
Una sera il signor Joffo chiama i suoi due ragazzi più piccoli per avvisarli che dovranno andare a vivere per un po' di tempo in una colonia, chiamata “Nuovo Raccolto”: lì saranno al sicuro e i tedeschi non potranno portarli via. Qui i due protagonisti vivono bene per molto tempo, grazie anche alla compagnia degli altri ragazzi e al signor Subinagui, il capo, che conosce tutta la loro storia. Una sera Joseph e Maurice amici. Le SS bloccano il camioncino e i ragazzi vengono condotti all'Hotel Excelsior, requisito dai tedeschi come
I protagonisti, preparati a questo momento, si sono inventati “un'altra vita” nel caso di un interrogatorio; pertanto quando vengono condotti dal capo e interrogati separatamente, iniziano la loro commedia come previsto; ci sono però due problemi che devono risolvere per essere liberati: il primo è che devono dimostrare di essere stati battezzati e di aver fatto la comunione e poi devono essere sottoposti a una visita medica per verificare se sono circoncisi. Al medico che li visita raccontano di essere stati operati per una malattia che avevano da piccoli. Il medico, un po' perplesso, conferma al capo che non sono ebrei. Dopo questo episodio passano tantissimi giorni nei quali Joseph è persino operato di meningite acuta. Una mattina il capo spiega ai ragazzi che devono dimostrare di essere stati battezzati, così permette a Maurice di uscire dall'hotel, per il tempo massimo di due giorni, per andare a cercare il certificato necessario.  Se il ragazzo non tornerà nel tempo stabilito il fratello Joseph verrà fatto salire sul primo treno in partenza per un campo.
Maurice va da un prete, si fa compilare due documenti falsi e li porta al capo, il quale però non crede alla loro veridicità. Il giorno successivo il prete chiede di essere ricevuto, ma viene respinto, così aspetta un altro giorno e viene accolto. Il suo scopo è attestare che i documenti sono veri e di chiamare il vescovo nel caso non venga subito creduto; il capo decide di liberarli per non mettersi contro la Chiesa che non è coinvolta nella guerra. I due fratelli tornano al campo “Nuova Raccolta”. Appena arrivati però, devono partire di nuovo: c'è stata un'irruzione tedesca nel campo e attraverso i documenti veri, trovati addosso al padre, si potrebbe risalire a loro; decidono quindi di raggiungere la loro sorella ad Ainay-le-Veil.
Lì fa molto freddo e loro non hanno niente di pesante da mettersi addosso; vanno quindi in un negozio di abiti dove chiedono dei cappotti o delle maglie pesanti. La commessa risponde che ha solo due sciarpe, però propone loro di farli alloggiare per la notte nella camera di suo figlio che è riscaldata. I due accettano, quindi passano qualche giorno presso la sorella Rosette informandola che il padre è stato di nuovo catturato dai nazisti. Rosette li consiglia di andare ad abitare ad Aix-les-Bains dove vivono i loro fratelli maggiori perché Ainay-le-Veil è una piccola città troppo sorvegliata dai tedeschi.
Dopo aver ricevuto degli indumenti pesanti, Maurice e Joseph ripartono.
I due fratelli, dopo aver fatto sosta ad Aix-les-Bains, si stabiliscono in una ignota cittadina di montagna, chiamasi R., dalla famiglia Mancelier.
Anche se il signor Ambroise Mancelier dice esplicitamente di odiare gli ebrei; lì Joseph gestisce la libreria appartenente alla famiglia che li ospita, mentre Maurice lavora in un hotel. Quando sui giornali compare scritto "PARIGI LIBERA", Joseph decide di tornare nella capitale prendendo un treno che trabocca di gente, mentre Maurice decide di raggiungerlo successivamente in automobile.
A Parigi incontrano di nuovo tutta la famiglia, tranne il padre, che è perito in un campo di concentramento.
Il romanzo si conclude con l'autore Joseph Joffo che è cresciuto, ha 42 anni e tre figli. Ricorda sempre la sua biglia e il padre che gliela aveva regalata.

## Adattamenti cinematografici
Dal romanzo sono stati realizzati due adattamenti cinematografici omonimi: uno nel 1975, diretto da Jacques Doillon, e l’altro nel 2017, con regia di Christian Duguay.

## Versione a fumetti
- Vincent Bailly e Kris, Un sacchetto di biglie, prefazione di Walter Veltroni, Milano, Rizzoli Lizard, 2013.

## Edizioni
- (FR) Joseph Joffo, Un sac de billes, J.C. Lattès, 1973.
- Joseph Joffo, Un sacchetto di biglie, traduzione di Marina Valente, Milano, Rizzoli, aprile 1976. Milano, BUR-Rizzoli, 1977-2017; Firenze, Sansoni, 1988; Collana Best BUR, Milano, Rizzoli, 2018.